# Helga Haller von Hallerstein
Helga Gräfin Haller von Hallerstein, née le 31 mars 1927 à Šahy et morte le 11 mai 2017 à Francfort-sur-le-Main, est une femme politique allemande.
Membre de l'Union chrétienne-démocrate d'Allemagne, elle siège au Parlement européen de 1993 à 1994.